# Ubari
Ubari (arabisch أوباري), andere Transkription Awbari, ist eine Oase und Hauptstadt des Munizip Wadi al-Haya in der historischen Region Fessan im Südwesten Libyens. Sie liegt im Idehan Ubari, einem Wüstengebiet der Sahara.

## Geografie
Die Stadt Ubari ist der namensgebende Ort für eines der imposantesten Sandmeere der Sahara, dem Idehan Ubari, das von der algerischen Grenze im Westen bis über die Asphaltstraße, die Sabha mit Brak verbindet, hinaus nach Osten verläuft. Im Nordosten wird der Erg von den Ausläufern des Jabal al-Hasawna und im Süden zwischen Sabha und Awaynat nacheinander vom Wadi al-Haya, Wadi al-Agial und Wadi Irawen begrenzt. Das letztgenannte Trockental nimmt bei der Stadt Ubari seinen Anfang.
Ubari, die Stadt selbst, liegt im Tal des Wadi al-Agial, durch welches die einzige Straße verläuft, die Sabha, das politische und wirtschaftliche Zentrum des Fessans, mit Awaynat und Ghat im südwestlichen Teil an der Grenze zu Algerien verbindet. Die Straße von Ubari in östliche Richtung nach Sabha (197 km) durchquert mehrere kleine Ortschaften, die sich um kleine landwirtschaftliche Betriebe herum entwickelten. Auf der Straße nach Sabha führt ein Abzweig südlich in das historische Zentrum des Fessans nach Murzuk (169 km). In südwestlicher Richtung ist die Straße von Ubari nach Awaynat und Ghat (372 km) viel verlassener mit fast keinen Siedlungen.
Die Oasensiedlung ist die Hauptstadt der Provinz Wadi al-Haya und umfasste im Jahr 2018 eine Gesamtfläche von 6146 Hektar; davon waren 78 % landwirtschaftlich genutzt und 19 % wohnbebaut. Im Jahr 2021 lebten in der Stadt rund 35.000 Einwohner. Unterteilt ist Ubari in vier Distrikte (Muhallahs):
- Ubari-Zentrum, mit einem relativ städtischen Charakter und gemischter Bevölkerung
- Dissa, ein überwiegend von Tubus bewohnter Stadtteil
- Mashru’, eine überwiegend von Tuareg bewohnte Planstadt
- Hattia (Transkription auch Hatia, al-Hatia, El Hatia), der etwa 13 km vom Zentrum entfernte historische Ortsteil mit Pyramiden und Gräbern der Garamanten[3]

Ubari-Zentrum besteht aus mehreren Vierteln: Qoroud, Torkiet, Chabiet, Thanawia, Bulgaria (ein ehemaliges bulgarisches Wohnungsbauprojekt), Amarat, Baladia, Zawia, Shareb Shamali und Shareb Sharqui. Mit Ausnahme der Viertel in Ubari-Zentrum sind die Distrikte hauptsächlich landwirtschaftlich, teilweise mit Hütten und Zelten nomadischen Charakters geprägt. Wie in allen Oasen des Fessans ist die Bevölkerung von Ubari gemischt und setzt sich aus Arabern, Berbern, Tubu und Tuareg zusammen. Zu den arabischen Stämmen gehören Guededfa, Awlad Buseif, Awlad Suleiman, Hasawna, Magarha, Mahamid und Warfala. Fast alle Bewohner von Ubari besitzen verwandtschaftliche Beziehungen zu den Nachbarländern Algerien, Tschad, Niger und Sudan und überqueren in nomadischer Individualität regelmäßig die Grenzen und die Sahara.

## Klima
Die Stadt liegt in einer der sonnigsten und trockensten Gegenden der Welt. Klimatisch handelt es sich um ein heißes, vollarides Gebiet (effektive Klimaklassifikation BWh) mit kurzen, sehr warmen Wintern, aber langen, extrem heißen Sommern. Der durchschnittliche jährliche Niederschlag ist mit nur 8 mm einer der niedrigsten auf dem Planeten, und viele Jahrzehnte können vergehen, ohne dass es überhaupt zu Niederschlägen kommt. Ubari hat das ganze Jahr über und zu jeder Jahreszeit dauerhaften, unbegrenzten Sonnenschein und klaren Himmel. Wolken sind über diesem trockenen Gebiet extrem selten. Die durchschnittlichen Höchsttemperaturen übersteigen von Juni bis September 40 °C.

## Wirtschaft

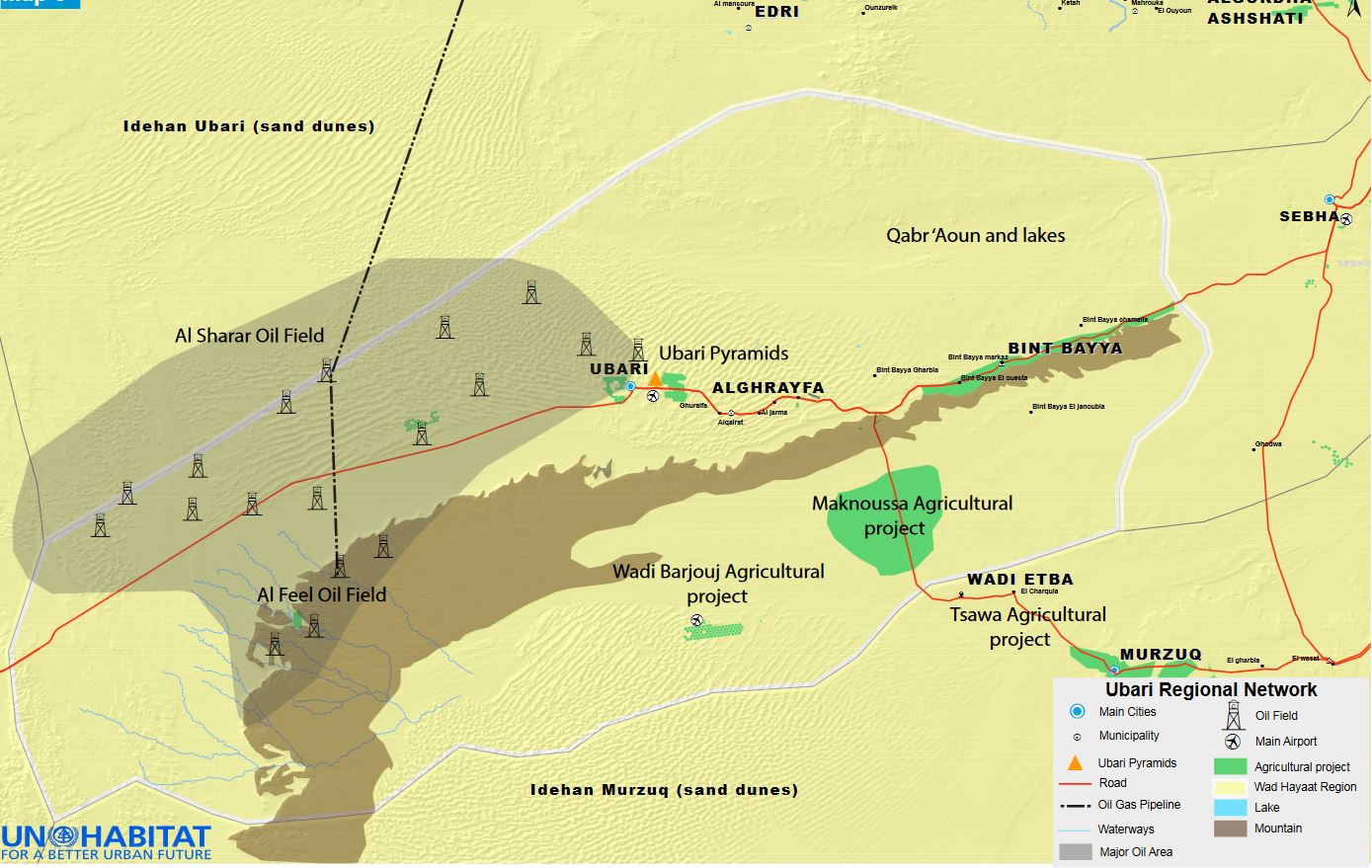
Ölfelder und Bewässerungsfeldbau in Ubaris Umgebung (2018)

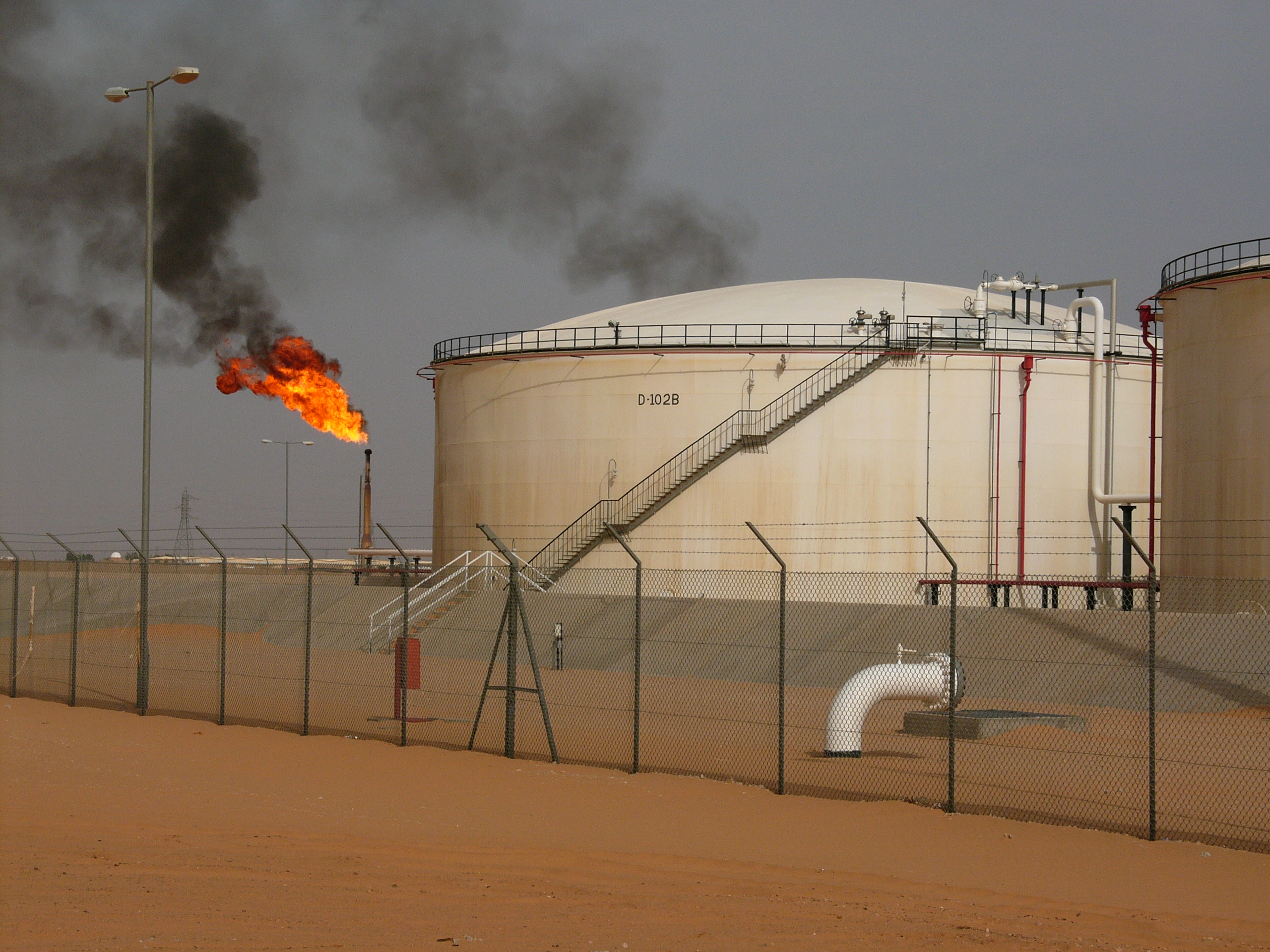
Erdöltanks im Al-Sharara-Ölfeld (2007)

Der Ort hat seit dem Jahr 1970 ein bedeutsames wirtschaftliches Wachstum erlebt. Die Entwicklung ist seitdem von einer großflächig betriebenen Landwirtschaft und maßgeblich von der Erdölförderung geprägt.
Ubari liegt über dem Nubischen-Sandstein-Aquifer, dem größten fossilen Süßwasserreservoir der Welt, das auf 373.000 Milliarden Kubikmeter geschätzt wird und etwa 2 Millionen Quadratkilometer bedeckt. Östlich der Stadt wurden mehrere staatliche Bewässerungsprojekte verwirklicht, mit teilweise gigantischen Ausmaßen. Dazu zählen insbesondere das Maknusa-Agrarkultur-Projekt (Transkription auch „al-Maknusa“, „Maknoosa“, „Maknousa“), das Burjuj-Viehzucht-Projekt und das Tasawa-Projekt zur Gewinnung von Saatgut.
Maknusa ist eines der ersten und größten Projekte des Bewässerungsfeldbaus in Libyen. Das Vorhaben startete 1970 mitten in der Wüste auf einer kleinen Fläche und wurde bis 2011 auf 5000 Hektar erweitert. Darauf befinden sich 73 riesige kreisrunde Felder mit einer Größe von 40 bis 60 Hektar, die permanent mit fossilem Wasser bewässert werden. Zu den Produkten gehören Weizen, Gerste, verschiedene Hülsenfrüchte und Tierfutter. In Auswertung der NDVI-Daten deuteten wissenschaftliche Untersuchungen der University of Reading im Jahr 2007 darauf hin, dass es mit diesem Projekt gelang, eine konstante Vegetation und Produktivität aufrechtzuerhalten. So konnten beispielsweise im Jahr 2009 auf den Maknusa-Feldern 13.194 Tonnen Weizen und 1724 Tonnen Gerste erzeugt werden. Nach Ausbruch des Bürgerkriegs in Libyen 2011 nahm die Produktion beständig ab und musste im Jahr 2023 aufgrund fehlender staatlicher Förderung ausgesetzt werden.
Hingegen wurde – nach mehreren Stilllegungen seit Beginn des Bürgerkriegs – die Erdölförderung im Erg Ubari im Januar 2023 wieder aufgenommen. Etwa 55 km westlich der Stadt liegt Al-Sharara (der Funke), das größte Ölfeld in Libyen. Mit einem Gesamtvorkommen von 3 Milliarden Barrel befinden sich hier zugleich die größten nachgewiesenen Ölreserven Afrikas. Entdeckt wurde das Vorkommen im Jahr 1980 von Geologen der rumänischen Erdöl- und Erdgasgesellschaft Petrom. Nach Fertigstellung der erforderlichen Infrastruktur, nebst Straßen, Arbeitersiedlungen in Ubari (Bulgaria, Mashru’, Shareb Shamali und Shareb Sharqui) und Pipelines zur Raffinerie in az-Zawiya am Mittelmeer, begann die erste Ölförderung im Jahr 1996. Heute wird das Al-Sharara-Ölfeld formal von Akakus Oil Operation betrieben und unterliegt einem Production Sharing Agreement zwischen der Libyan National Oil Corporation (NOC) und einem zweiten Konsortium bestehend aus Repsol, TotalEnergies, OMV und Equinor.
Ein britisches Konsortium unter Beteiligung der italienischen ENI S.p.A. und AGIP sowie mehreren südkoreanischen Unternehmen, wie Daesung, Daewoo, Hyundai, erschloss im Jahr 1997 ein weiteres riesiges Ölfeld: Al-Feel (der Elefant). Das Feld befindet sich rund 100 km südwestlich von Ubari und wird heute gemeinsam von der NOC und AGIP betrieben.

## Infrastruktur

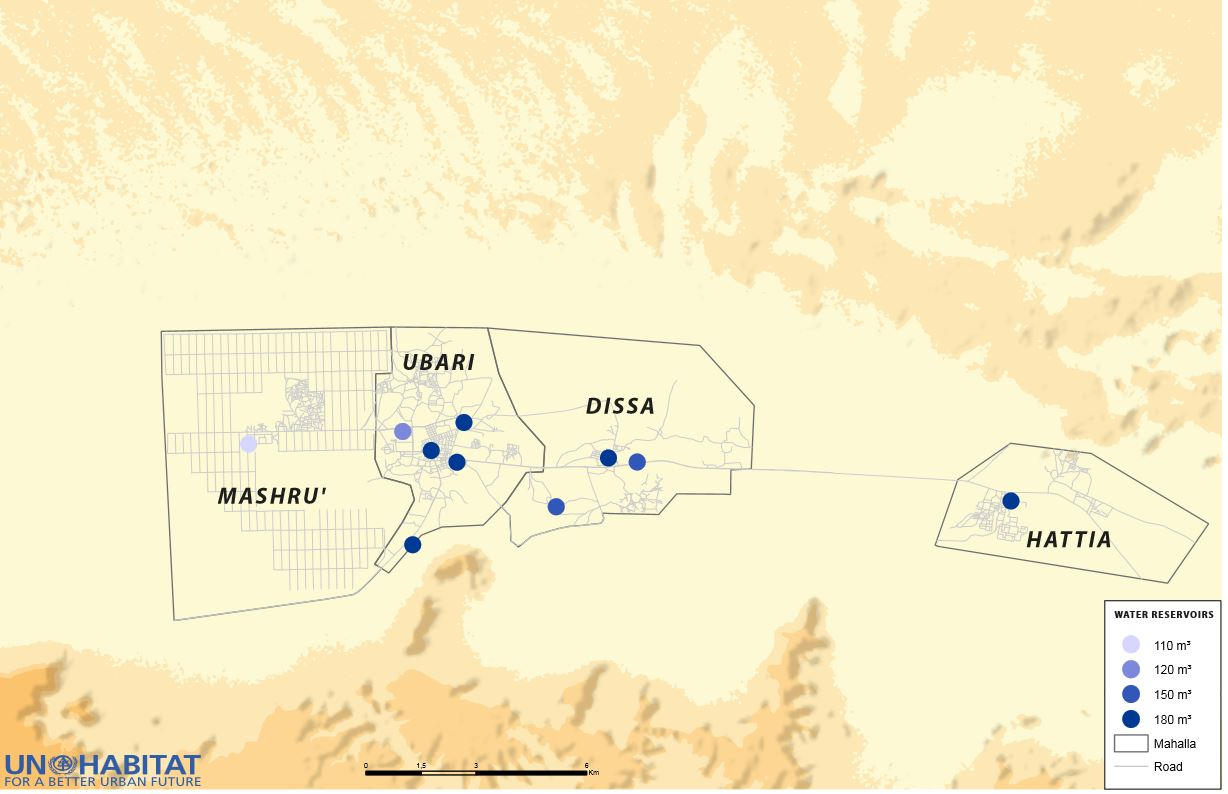
Wasserreservoirs in den Muhallahs (Stadtteilen) von Ubari (2018)

Ubari verfügt über einen internationalen Flughafen (IATA: QUB, ICAO: HLUB). Die Start- und Landebahn ist asphaltiert. Er wird sowohl von der militärischen als auch zivilen Luftfahrt genutzt und nimmt eine Gesamtfläche von 4350 m² ein. Das asphaltierte Straßennetz der Stadt besteht aus 70 km Hauptstraßen, 11 km Stadtstraßen und 17 km Außerortsstraßen (einschließlich der Straße zum Flughafen). Die Straßenbeleuchtung umfasst insgesamt 24 km.
Auf dem Stadtgebiet befinden sich mehrere kleine Süßwasserseen, zehn Grundwasserreservoirs, 15 Pumpstationen und zehn große Wassertanks (Stand 2021). Mashru’ ist der einzige Stadtteil der nicht über eine eigene Wasserquelle verfügt und über Pipelines aus den anderen Ortsteilen versorgt wird. Gemäß einer Umfrage aus dem Jahr 2018 verwenden 96 % der Haushalte in Ubari zum Kochen Gasflaschen, wobei 84 % der Einwohner über eine eigene Küche in ihren Häusern verfügen und der Rest außerhalb in Zelten oder im Freien kocht.
Die Stadt besitzt ein Krankenhaus, mehrere Schulen und Sportanlagen. Die Stromversorgung der Ortsteile erfolgt über ein eigenes 640-MW-Kraftwerk, welches mit Gas aus dem Sharara-Ölfeld betrieben wird. Das Telekommunikationsnetz von Ubari besteht aus Festnetzanschlüssen, Breitband-Internet, wie Al Tin internet network, sowie Mobilfunknetzen, wie dem libyschen Mobilfunknetz und El Madar (Orbit).

## Geschichte

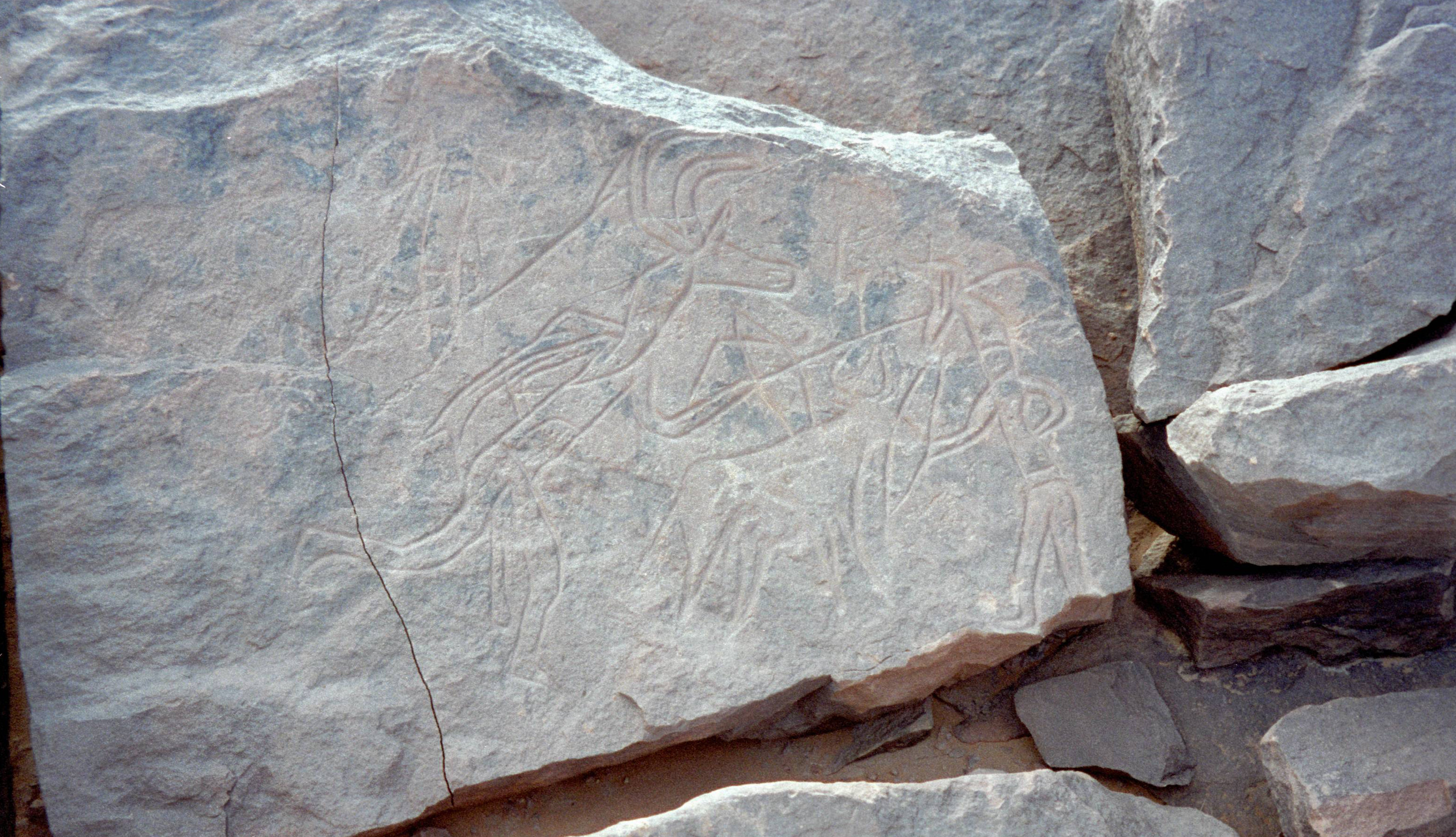
Garamantische Steingravuren, entdeckt südöstlich von Ubari

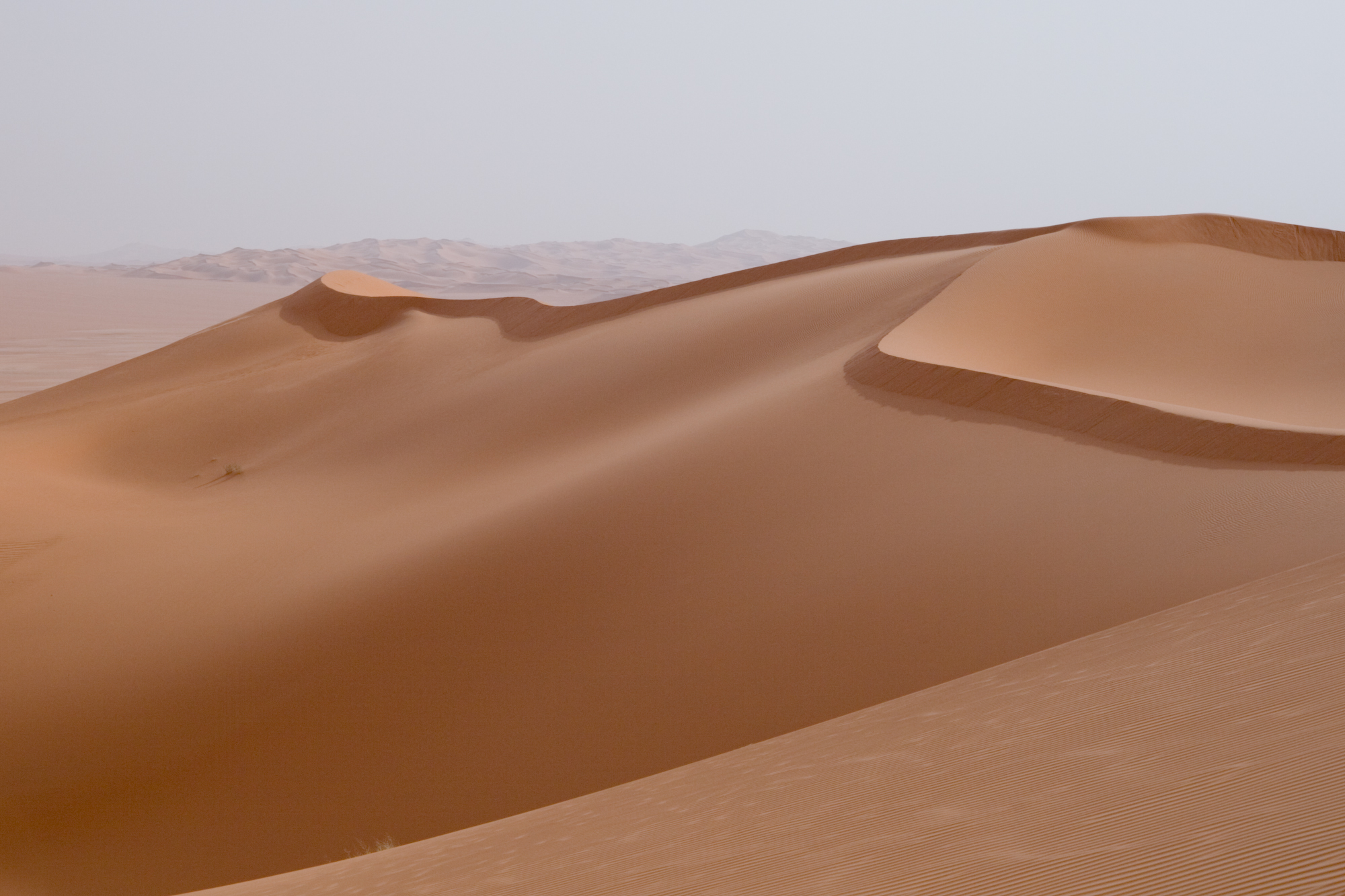
Sicheldünen im Erg Ubari

Der Ort hat eine reichhaltige Geschichte. Im Stadtteil Hattia (Al Hatiyah) legten Archäologen in den 1930er- und 1950er-Jahren Pyramidengräber und Steinplattenzeichnungen der Garamanten frei, die vor mehr als 3000 Jahren im Fessan sesshaft waren. Bisher wurden 20 Pyramiden entdeckt. Wie die Gräber in Garama, dem etwa 40 Kilometer östlich von Ubari untergegangenen Zentrum des Garamantenreiches, sind die ehemals verkleideten Oberflächen der aus Lehm- und Schlammziegeln aufgemauerten Grabbauten in Hattia heute stark erodiert, jedoch deutlich besser erhalten als die Pyramidengräber in Garama. Einige wurden auch von Grabräubern zerstört. Der Zweck der Pyramiden der Garamanten war vermutlich derselbe wie bei den Pharaonen in Ägypten. Forscher gehen davon aus, dass es eine enge Verbindung zwischen den Hattia-Pyramiden und den Pyramiden von Gizeh gibt.
Als lokale Macht beherrschten die Garamanten den frühen Transsaharahandel zwischen der Mittelmeerküste Libyens und dem Tschadsee. In der zweiten Hälfte des 6. Jahrhunderts nahmen sie das Christentum an, verloren jedoch mit dem Untergang Roms als Mittler zwischen der Macht am Mittelmeer und den Welten des tropischen Afrikas ihren wichtigsten Handelspartner. Anfang des 7. Jahrhunderts fiel das Garamantenreich im Zuge der islamischen Expansion zusammen. Die Tuareg der zentralen Sahara sollen Nachfahren der Garamanten sein.
Bei der Durchquerung des Idehan Ubari, mit seinen bis zu 200 Meter hohen Sicheldünen, die beständig durch diesen Erg wandern, blieben die Wasserstellen in Ubari auch in den folgenden Jahrhunderten für die Transsahara-Karawanen überlebenswichtig. Hier gab es viele Quellen, Wasser war im Überfluss vorhanden. Im 16. Jahrhundert geriet der Fessan unter die lockere Oberherrschaft der Osmanen und der Qaramanli. Als erster wissenschaftlich forschender Europäer erwähnte Friedrich Konrad Hornemann die Oasen in Ubari, in deren Umgebung er sich vermutlich mehrmals aufhielt. Im April 1850 durchquerte der deutsche Afrikaforscher Heinrich Barth den Erg. Er war der erste Europäer, der garamantische Felsbilder entdeckte und beschrieb.

### Fremdherrschaft
Ab 1835 war das gesamte heutige Territorium Libyens offiziell eine Provinz des Osmanischen Reiches, vorher kontrollierten verschiedene Eroberer nur die Küstengebiete Tripolitaniens und der Cyrenaika, nicht aber deren Hinterland und den Fessan. Im September 1911 entfachten die Italiener den Tripolitanienkrieg und drangen im Sommer 1913 bis in den Fessan vor. In Ubari stationierte die Königlich Italienische Armee 25 Soldaten. Innerhalb weniger Wochen war die kurze italienische Besetzung im Fessan beendet. Am 26. August 1913 schlugen einheimische Stämme zurück, unter anderem wurden alle Italiener der Garnison in Ubari massakriert.
Im Zuge des Zweiten Italienisch-Libyschen Kriegs eroberten italienische Kampftruppen unter der Führung des Herzogs von Apulien am 16. Januar 1930 erneut Ubari. Da der Ort von strategischer Bedeutung in der Mitte des einzigen Verbindungswegs zwischen dem Soudan français und dem Anglo-Ägyptischen Sudan lag, errichteten die Italiener in Ubari ein Fort.
Trotz Protest der italienischen Militärverwaltung verweilte im November 1932 der deutsche Ethnologe Leo Frobenius in Ubari und startete von hier aus seine zehnte Afrikaexpedition. Da es ihm nicht gestattet war, eine südliche Route in Richtung Tschadsee einzuschlagen, forschte er am südöstlichen Rand des Erg Ubari. Hier fand er zwölf kleine Seen und verborgen unter Schilf und Weidegras Steinplatten mit prähistorischen Zeichnungen sowie Steinwerkzeugen, die er auf ein Alter von 6000 bis 12.000 Jahren schätzte. Die Petroglyphen stellen vorwiegend Tiergestalten dar: Elefanten, Löwen, Krokodile und Herdenvieh.
1934 folgte die Gründung der Kolonie Italienisch-Libyen, die bis 1943 unter italienischer Kontrolle blieb. In Ubari errichteten die Italiener das Hauptquartier für den von ihnen sogenannten Tuareg-Distrikt. Parallel wurde in der Oasensiedlung ein Krankenhaus mit italienischen Ärzten eröffnet, wo sich auch die indigene Bevölkerung behandeln lassen konnte. Zudem erhielt der Ort eine Schule, an der in Italienisch und Arabisch gelehrt wurde. Über Ubari hielt das Istituto dell’Enciclopedia Italiana in der Treccani-Ausgabe von 1937 fest (Übersetzung etwa):

„Ubari: Bedeutendes ständig bewohntes Dorf am westlichen Ende des Wadī Agiàl el Garbi im Fessan. Der Ort, der bereits im 19. Jahrhundert von Reisenden, die den Fessan besuchten, bekannt war, stellte aufgrund seiner Lage an der Hauptkarawanenroute, die die Region durchquerte, einen Handelsplatz von gewisser Bedeutung dar. Nach der endgültigen italienischen Besetzung wurde es zum Sitz der wichtigsten Garnison an der Straße zwischen Sabha und Ghat. Das alte indigene Dorf Ubari, umgeben von Mauern, mit den Ruinen einer Burg im zentralen Teil, ist stark verfallen, bewohnt von der fessanesischen Bevölkerung, die von Produkten bewässerter Pflanzen lebt, die in der Nähe der Oasen des Dorfes angebaut werden. Unweit des neuen italienischen Forts entstand ein weiteres kleines Dorf, das größtenteils aus Geschäften von Arabern und Berbern von der Küste besteht. Die Tuareg-Nomaden und Halbnomaden, strömen in Scharen zum neuen lokalen Markt. Die Bevölkerung von Ubari beträgt rund 250 Einwohner (1937); der Palmenhain besteht aus etwa 2500 Palmen.“

Zu dieser Zeit versuchten italienische Ärzte in groß angelegten Kampagnen gefährliche Krankheiten wie die Cholera und Malaria zu bekämpfen. Malaria war im Fessan weitverbreitet. In fast jeder Oase gab es Anopheles-Mücken. Ubari war neben Adiri die erste Oase, wo es durch Aufklärung (regelmäßig Füße waschen, verschwitzte Kleidung wechseln etc.) und Hygienemaßnahmen (Verbesserung der sanitären Anlagen etc.) gelang, die Anopheles-Mücken zu vertreiben.